# Star Lotulelei
(en) Statistiques sur pro-football-reference
Starlite Lotulelei Jr., né le 20 décembre 1989 aux Tonga, est un joueur professionnel américain de football américain. Il joue au poste de Defensive tackle pour la franchise des Bills de Buffalo au sein de la National Football League (NFL).
Au niveau universitaire, il a joué en NCAA Division I FCS pour les Utes de l'Utah représentant l'université de l'Utah.

## Biographie

### Carrière universitaire
Natif des Tonga, Lotulelei intègre le Collège Bingham (en) situé à South Jordan dans l'État de l'Utah aux États-Unis. Joueur de ligne défensive pesant 240 livres (109 kg), il aide son équipe de football américain à obtenir un bilan de 14 victoires sans défaite et remporte le titre de l'État en 2006. Lotulelei totalise 72 plaquages et sept sacks dans son année senior.
Considéré comme une recrue trois étoiles par Rivals.com, Lotulelei se classe comme 3e recrue de son état mais est cependant classé derrière Simione Fili issu du Collège Cottonwood (en), ce dernier étant considéré comme meilleur homme de ligne défensif de l'état depuis Haloti Ngata.
Il pèse 300 livres (136 kg) lorsqu'il est recruté en 2010 par l'université de l'Utah. Lors de sa première saison, il y remporte le Trophée Morris désignant le meilleur défenseur de ligne de la Conférence Pacific 12.
La saison suivante, il remporte 30 à 27 le Sun Bowl contre Georgia Tech et se voit décerner à l'issue de ce match le Jimmy Rogers Jr. Trophy désignant le meilleur homme de ligne du match.

### Carrière professionnelle
Après son année senior, il décide de se présenter à la draft 2013 de la NFL où il est sélectionné en 14e choix global lors du premier tour par les Panthers de la Caroline.

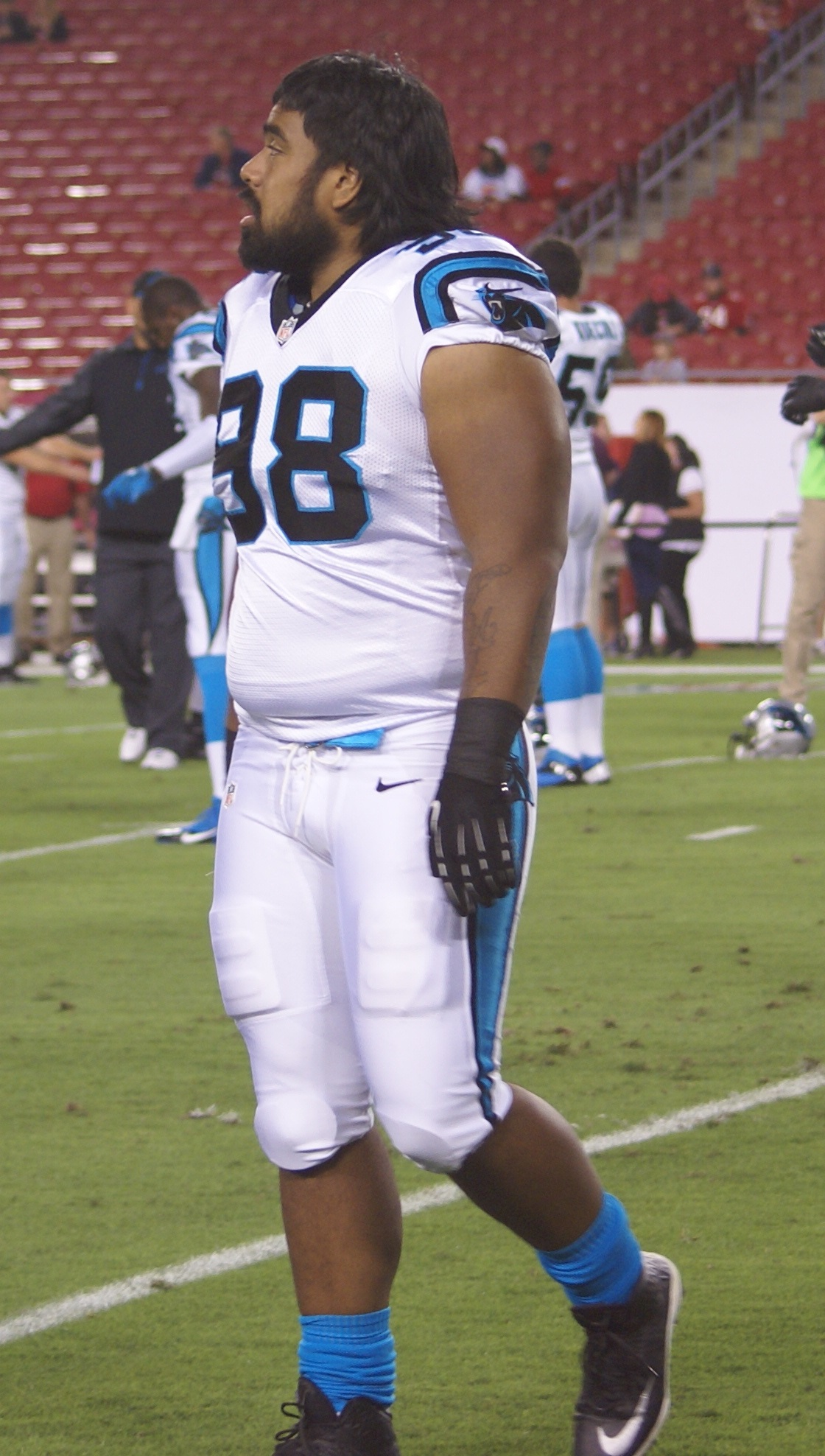
Loutleili en 2013.

## Statistiques

### Universitaires
| Année         | Équipe         | Statut        | MJ |       | Plaquages | Plaquages | Plaquages | Plaquages |       | Interceptions | Interceptions | Interceptions | Interceptions |  | Fumbles | Fumbles |
| Année         | Équipe         | Statut        | MJ | Total | Seul      | Ast.      | Sacks     | Nb.       | Yards | Déf.          | TD            | Nb.           | Rec.          |  |         |         |
| 2010          | Utes de l'Utah | So            | 13 | 21    | 7         | 14        | 0,5       | 0         | 0     | 0             | 0             | 0             | 0             |  |         |         |
| 2011          | Utes de l'Utah | Jr            | 13 | 44    | 16        | 28        | 1,5       | 0         | 0     | 0             | 0             | 0             | 0             |  |         |         |
| 2012          | Utes de l'Utah | Se            | 12 | 42    | 25        | 17        | 5         | 0         | 0     | 4             | 0             | 4             | 0             |  |         |         |
| Totaux à Utah | Totaux à Utah  | Totaux à Utah | 38 | 107   | 49        | 59        | 7         | 0         | 0     | 4             | 0             | 4             | 0             |  |         |         |

### Professionnelles
| Année         | Équipe                  | MJ  |       | Plaquages | Plaquages | Plaquages | Plaquages |       | Interceptions | Interceptions | Interceptions | Interceptions |  | Fumbles | Fumbles |
| Année         | Équipe                  | MJ  | Total | Seul      | Ast.      | Sacks     | Nb.       | Yards | Déf.          | TD            | Nb.           | Rec.          |  |         |         |
| 2013          | Panthers de la Caroline | 16  | 42    | 31        | 11        | 3         | 0         | 0     | 0             | 0             | 0             | 0             |  |         |         |
| 2014          | Panthers de la Caroline | 14  | 26    | 19        | 7         | 2         | 0         | 0     | 1             | 0             | 0             | 0             |  |         |         |
| 2015          | Panthers de la Caroline | 14  | 22    | 13        | 9         | 1         | 0         | 0     | 2             | 0             | 1             | 1             |  |         |         |
| 2016          | Panthers de la Caroline | 16  | 26    | 14        | 12        | 4         | 0         | 0     | 1             | 0             | 1             | 0             |  |         |         |
| 2017          | Panthers de la Caroline | 16  | 25    | 6         | 19        | 1,5       | 0         | 0     | 1             | 0             | 0             | 1             |  |         |         |
| 2018          | Bills de Buffalo        | 16  | 17    | 10        | 7         | 0         | 0         | 0     | 1             | 0             | 0             | 0             |  |         |         |
| 2019          | Bills de Buffalo        | 16  | 19    | 12        | 7         | 2         | 0         | 0     | 1             | 0             | 0             | 0             |  |         |         |
| Totaux en NFL | Totaux en NFL           | 108 | 177   | 105       | 72        | 13,5      | 0         | 0     | 7             | 0             | 2             | 2             |  |         |         |